# LZSS
Lempel–Ziv–Storer–Szymanski（LZSS）是一个无损数据压缩算法，属于LZ77的派生，1982年由James Storer和Thomas Szymanski创建。LZSS发布于《Journal of the ACM》的“Data compression via textual substitution”。
LZSS是一种字典编码技术。它会尝试以符号字符串替换相同字符串为一个字典位置的引用。
LZ77与LZSS的主要区别是，LZ77的字典引用可能比受替换的字符串更长。在LZSS中，如果长度小于“盈亏平衡”点，引用会被省略。此外，LZSS使用单比特标志标记下一个数据块是原文（字节）还是引用的偏移与长度。

## 例子
此例是Dr. Seuss所著《Green Eggs and Ham》的开头，每行开头的已有字符总数是为方便所设。
```
  0: I am Sam
  9:
 10: Sam I am
 19:
 20: That Sam-I-am!
 35: That Sam-I-am!
 50: I do not like
 64: that Sam-I-am!
 79: 
 80: Do you like green eggs and ham?
112:
113: I do not like them, Sam-I-am.
143: I do not like green eggs and ham.
```

这是该段文本在未压缩形式的177字节。假设盈亏平衡点是2字节（并因此是2字节的指针/偏移对），那么加上一字节的新行字符，此文本使用LZSS压缩后将变为94字节：
```
 0: I am Sam
 9:
10: (5,3) (0,4)
16:
17: That(4,4)-I-am!(19,16)I do not like
45: t(21,14)
49: Do you(58,5) green eggs and ham?
78: (49,14) them,(24,9).(112,15)(93,18).
```

注意：这不包括标记下一个文本块是指针或原文的12字节。如果加上它，该段文本变为106字节，仍会少于原文的177字节。

## 实现
许多流行的存档格式如PKZip、ARJ、RAR、ZOO、LHarc都使用LZSS而不是LZ77作为主要的压缩算法；原文字符和长度距离对的编码方式各有不同，最常见的选项是霍夫曼编码。大多数实现源于1989年日本學者奧村晴彥所開發的代码。Allegro程序库第四版可以编码和解码LZSS格式，但该特性在第五版中被去除。Game Boy Advance BIOS可以解码一个稍作修改的LZSS格式。